# Metropolitana do Recife
Metropolitana do Recife is een van de vijf mesoregio's van de Braziliaanse deelstaat Pernambuco. Zij grenst aan de mesoregio Mata Pernambucana. De mesoregio heeft een oppervlakte van ca. 2.783 km². In 2009 werd het inwoneraantal geschat op 3.845.377.
Vier microregio's behoren tot deze mesoregio:
- Fernando de Noronha
- Itamaracá
- Recife
- Suape

De Região Metropolitana do Recife (RMR) ligt geografisch binnen deze mesoregio. Het verschil is dat de gemeente Fernando de Noronha wel deel uitmaakt van de mesoregio, maar niet van de RMR.
Mesoregio's: Agreste Pernambucano · Mata Pernambucana · Metropolitana do Recife · São Francisco Pernambucano · Sertão Pernambucano

Microregio's: Alto Capibaribe · Araripina · Brejo Pernambucano · Fernando de Noronha · Garanhuns · Itamaracá · Itaparica · Mata Meridional Pernambucana · Mata Setentrional Pernambucana · Médio Capibaribe · Pajeú · Petrolina · Recife · Salgueiro · Sertão do Moxotó · Suape · Vale do Ipanema · Vale do Ipojuca · Vitória de Santo Antão